# Abertura dos três cavalos
Abertura dos Três Cavalos (ECO C46) é uma abertura de xadrez caracterizada pelos lances (em notação algébrica):
1.e4 e5
2.Cf3 Cc6
3.Cc3
Nesta abertura, as negras evitam uma simetria de posição que frequentemente pode levar ao empate.

## Variantes
3.... Cf6 - Abertura dos Quatro Cavalos